# Coupe d'Europe des clubs (kayak-polo) 2012
Navigation
Édition précédente Édition suivante
La Coupe d'Europe des clubs 2012 de la fédération internationale de canoë s'est déroulée, du 22 au 23 septembre 2012 à Duisbourg, en Allemagne.

## Tableau des médailles
| Catégorie     | Médaille d'or                           | Médaille d'argent                                | Médaille de bronze  |
| ------------- | --------------------------------------- | ------------------------------------------------ | ------------------- |
| Sénior Hommes | Montpellier Université Club Canoë Kayak | Base de loisirs de canoë-kayak de Condé-sur-Vire | Pro Scogli Chiavari |
| Sénior Femmes | KCNW Berlin                             | SKG Hanau                                        | CN Posillipo        |

## Participants

### Séniors hommes
| Classement | Pays        | Club                                             |
| ---------- | ----------- | ------------------------------------------------ |
| 1re        | France      | Montpellier Université Club Canoë Kayak          |
| 2e         | France      | Base de loisirs de canoë-kayak de Condé-sur-Vire |
| 3e         | Italie      | Pro Scogli Chiavari                              |
| 4e         | Allemagne   | KRM Essen                                        |
| 5e         | Autriche    | Isbrytarna                                       |
| 6e         | Espagne     | Vallehermoso-Retiro                              |
| 7e         | Pologne     | MOSW Choszczno                                   |
| 8e         | Allemagne   | Göttinger PC                                     |
| 9e         | Pays-Bas    | Deventer Canoe Club                              |
| 10e        | Royaume-Uni | Meridian Canoe Club                              |
| 11e        | Pays-Bas    | U.R.K.V. Michiel de Ruyter                       |
| 12e        | Italie      | CN Posillipo                                     |
| 13e        | Espagne     | R.C.N. Castellon                                 |
| 14e        | Irlande     | Demons                                           |
| 15e        | Suisse      | Kanupolo Zurich                                  |
| 16e        | Belgique    | WKV                                              |
| 17e        | Autriche    | Thurgauer Wildw                                  |
| 18e        | Pologne     | UKS SET Kaniów                                   |
| 19e        | Belgique    | IRWV Ieper                                       |
| 20e        | Norvège     | Silkeborg                                        |
| 21e        | Russie      | Forsaj                                           |
| 22e        | Norvège     | Neptun                                           |

### Séniors femmes
| Classement | Pays        | Club                                    |
| ---------- | ----------- | --------------------------------------- |
| 1re        | Allemagne   | KCNW Berlin                             |
| 2e         | Allemagne   | SKG Hanau                               |
| 3e         | Italie      | CN Posillipo                            |
| 4e         | Pays-Bas    | Keistad                                 |
| 5e         | Royaume-Uni | Friends of Allonby                      |
| 6e         | Pologne     | MOSW Choszczno                          |
| 7e         | France      | Comité départemental 44                 |
| 8e         | France      | Montpellier Université Club Canoë Kayak |
| 9e         | Espagne     | Club Madrileno Ciencias                 |
| 10e        | Royaume-Uni | Aberfan                                 |
| 11e        | Pays-Bas    | U.R.K.V. Michiel de Ruyter              |
| 12e        | Espagne     | Madrid Velocidad                        |